# Stephanie Mavunga
Tafadzwa Stephanie Mavunga (ur. 24 lutego 1995 w Harare) – amerykańska koszykarka, pochodząca z Zimbabwe, występująca na pozycji silnej skrzydłowej, posiadająca także polskie obywatelstwo, reprezentantka Polski, od 2024 zawodniczka Çukurova Basketbol Mersin.
W 2012 została wybrana najlepszą zawodniczką szkół średnich stanu Indiana (Gatorade Indiana Girls Basketball Player of the Year). Rok później wzięła udział w meczu gwiazd amerykańskich szkół średnich, McDonald’s All-American.
28 sierpnia 2020 trafiła  w wyniku wymiany do Chicago Sky. 7 marca 2021 opuściła klub. 16 sierpnia 2021 dołączyła do BC Polkowice. Przez kolejne lata przedłużała co sezon umowę z klubem. 14 lutego 2024 opuściła klub i dołączyła do tureckiego Çukurova Basketbol Mersin.

## Osiągnięcia
Stan na 12 marca 2024, na podstawie, o ile nie zaznaczono inaczej.

### NCAA
- Uczestniczka rozgrywek:
  - Elite 8 turnieju NCAA (2014)
  - Sweet 16 turnieju NCAA (2014, 2015, 2017)
  - II rundy turnieju NCAA (2014, 2015, 2017, 2018)
- Mistrzyni:
  - turnieju Big 10 (2018)
  - sezonu regularnego konferencji Big 10 (2017, 2018)
- Zaliczona do:
  - I składu:
    - Big 10 (2018)
    - ACC (2015)
    - Academic All-Big Ten (2017)
    - turnieju Big 10 (2018)

  - II składu:
    - Big 10 (2017)
    - turnieju ACC (2015)

  - honorable mention:
    - Freshman All-America (2014 przez Full Court)
    - All-American (2018 przez WBCA)

### Drużynowe
- Mistrzyni Polski (2022)[12]
- Zdobywczyni:
  - Pucharu Polski (2022, 2024)[13][14]
  - Superpucharu Polski (2021[15], 2022[16])

### Indywidualne
(* – nagrody przyznane przez portal eurobasket.com
- MVP:
  - Eurocup (2019)*
  - EBLK (2022)[17]
  - Pucharu Polski (2024)[18]
  - Superpucharu Polski (2022)[16]
  - miesiąca:
    - Euroligi (grudzień 2022)[19]
    - EBLK (styczeń 2023)[20]

  - kolejki EBLK/OBLK (21 – 2021/2022, 5, 14 – 2022/2023, 15 – 2023/2024)[21][22][23][24]
- Najlepsza*:
  - skrzydłowa Eurocup (2019)
  - zagraniczna zawodniczka Eurocup (2019)
- Zaliczona do:
  - I składu:
    - Eurocup (2019)*
    - EBLK (2022, 2023)[25][26]
    - ligi rosyjskiej (2019)*
    - zawodniczek zagranicznych ligi rosyjskiej (2019)*
    - kolejki EBLK (11, 13, 14 – 2021/2022, 5, 7, 9, 12, 14 – 2022/2023, 8, 14, 15 – 2023/2024)[27][28][29][30][31][32][33][34][35][36][37]
- Liderka strzelczyń Eurocup (2019)

### Reprezentacja
- Wicemistrzyni igrzysk panamerykańskich (2015)
- Mistrzyni Ameryki U–16 (2011)